# 小村哲生
小村 哲生（こむら てつお、1954年7月31日 - ）は、日本の俳優、声優、演出家。コムラ企画代表取締役。劇団民話芸術座代表。鹿児島県出身。

## 略歴
役者を目指すきっかけは、学生時代に下宿の先輩から「小村は役者になれ!絶対役者になれ!!」と言われたことだった。先輩に誘われ、1974年に映画『野球狂の詩』で俳優デビュー。もしも先輩に誘われていなければ、鹿児島に帰郷して小学校か中学校の教師になっていたかもしれないと述懐している。
その後、厳しいレッスンが始まり、日々否定される苦しい時期が続いた。だが、苦しい日々の中で負けず嫌いの性格が刺激され、本格的に芝居の勉強を始める。同時に新劇の劇団に入団しては講師との諍いにより3か月で退団するなど、さまざまな俳優養成所を転々としていた。早く優れた役者になり生計を立てたいと思いながらも、当時は能の謡、日本舞踊、ダンス、声楽、映像演技など、演技の勉強に没頭していた。
その頃に生涯の師である富田浩太郎に出会い、彼の演出を受けて芝居の素晴らしさを理解する。当初の芝居は子供たちに向けたミュージカル風のものだったが、富田は「子供たちにこそ最高の芝居を」と語っていた。この言葉に触発され、小村は富田に「子供たちに観せる芝居を、自分のライフワークにします」と誓う。その後、富田の紹介でさまざまな劇団を訪れるも、どこも小村の理想とはかけ離れていた。富田から「自分で劇団を立ち上げなさい。君に足りない部分は補うから」と提案され、若かった小村は二つ返事で了承。1976年に劇団民話芸術座を立ち上げた。小村は同劇団では代表を務め、演出家として活躍している。
1990年頃からは、親しかった柴田秀勝の勧めで声優の仕事を始める。柴田の繋がりで、青二塾の卒業生が巡回公演に参加してくれるという。

## 人物
演じる役柄は渋い男性役が多く、シリアスな役、悪役や中年男性を中心に演じている。
趣味は野球で、草野球チーム「民芸座アニマルズ」のオーナー兼監督を務めている。野球を始めたのは30歳を過ぎてからである。その他の趣味・特技は殺陣、乗馬、スキー、剣道3段、柔道初段。

## 出演
太字はメインキャラクター。

### テレビドラマ
- 西部警察
- あにき（1977年、TBS）
- 代表取締役刑事 第19話「男と女」（1991年）
- 君の瞳をタイホする!（1988年、CX）
- 凄絶!嫁姑戦争 羅刹の家（1998年、ANB）
- 太陽にほえろ! 第285話「母の香り」（1978年、ANB）
- 火曜サスペンス劇場（NTV）
  - 「からくり人形の女・知多半島 山車祭」（1989年）
  - 「大料理サスペンス!! 怪人食いしんぼ!」（1996年） - 中村プロデューサー
- 刑事貴族 第12話「白馬で大滑降!」（1991年、NTV）
- 嘘（1993年）
- 東京大学物語（1994年）
- 新空港物語 第3話「ロサンゼルス行き婚約旅行・レイプの秘密!」（1994年、ANB）
- 土曜ワイド劇場 廻る殺人「3つの殺しに3つの謎! 天才刑事は午後9時に狙われる…」（1994年） - 丸山勇吉

### 映画
- サチコの幸（1976年）
- 野球狂の詩（1977年、日活） - 島小太郎
- 新宿区歌舞伎町保育園（2009年） - 「誠」社長

### 舞台
- ミュージカル 赤ずきんチャチャ（1994年） - 大魔王〈声の出演〉
- 民話芸術座公演
  - 鶴女房〈鶴の恩返し〉（1976年） - 演出
  - 寝太郎物語（1976年） - 演出
  - 鬼の小槌（1986年） - 演出
  - 雪女（1989年） - 演出
  - 河童の笛（1984年） - 原作・演出
  - 杜子春（1994年） - 演出
  - 終末のフール（2008年） - 脚本・演出
  - 人魚の海（2009年） - 演出
  - 創立40周年記念公演「カノン」（2016年） - 脚色・演出
- 手塚治虫作品
  - 雨ふり小僧（1999年） - 脚色・演出
  - おけさのひょう六（2002年） - 演出
  - 火の鳥（2004年、2010年） - 脚色・演出
- B-Boxプロデュース公演
  - Vol.2「Dream!」（2007年）
  - Vol.3「JUMP」（2008年）
- 「風まかせ けやき十四」（2005年）
- 演劇集団イヌッコロ公演「かげきなデイリープレイス」（2024年）[6]

### テレビアニメ
1990年
- ドラゴンクエスト（ピエール）

1994年
- 赤ずきんチャチャ（1994年 - 1995年、大魔王、シンちゃん、オッス君）

1995年
- H2（柳校長）
- ロミオの青い空（アントニオ・ルイニ）

1996年
- るろうに剣心 -明治剣客浪漫譚-（比留間伍兵衛、尖角）

1997年
- ケロケロちゃいむ（社長）
- こちら葛飾区亀有公園前派出所（1997年 - 2007年、閻魔大王、大原の兄、泥棒、本口総一郎、爆竜大佐、久井道楽）

1998年
- おじゃる丸（1998年 - 、エンマ大王、エンマ帝、神様、遠藤一郎 他）
- ガサラキ（大統領）
- ビーストウォーズII 超生命体トランスフォーマー（1998年 - 1999年、ガルバトロン、ナレーション）

1999年
- 週刊ストーリーランド（父、占い師、武将）
- ビーストウォーズネオ 超生命体トランスフォーマー（ガルバトロン）
- メダロット（キャプテン・ジン）

2000年
- ごぞんじ!月光仮面くん（おじさま）
- 陽だまりの樹（大村益次郎）
- ビックリマン2000（シネス皇帝、ホームランO）
- 遊☆戯☆王デュエルモンスターズ（海馬剛三郎）

2001年
- 神鵰侠侶 コンドルヒーロー（欧陽鋒）
- デジモンテイマーズ（オロチモン）
- テニスの王子様（佐々部の父）
- バンパイヤン・キッズ（親分）
- も〜っと!おジャ魔女どれみ（信秋の父）

2003年
- GUNSLINGER GIRL（ドラーギ1課長）

2004年
- 犬夜叉（雲涯）
- SDガンダムフォース（東方不敗・爆覇丸、野歩士）
- お伽草子（源満仲、少女の父、教授）
- KURAU Phantom Memory（ホセ、パイロット）
- 攻殻機動隊 S.A.C. 2nd GIG（刑事、通信員）
- それいけ!ズッコケ三人組（ヒムカ、杉野勝）
- 火の鳥（猿田彦、猿田博士、猿田）
- 陸奥圓明流外伝 修羅の刻（西郷吉之助、東郷重位、家正）

2005年
- アイシールド21（庄司軍平）
- 交響詩篇エウレカセブン（ユルゲンス艦長）
- 甲虫王者ムシキング 森の民の伝説（カイ）
- ファンタジックチルドレン（ゲオルカ）

2006年
- 人造昆虫カブトボーグ V×V（ブラックゴールド団首領、坂東株右衛門）
- デジモンセイバーズ（白木）
- 妖怪人間ベム（2006年）（代議士）

2007年
- 神霊狩/GHOST HOUND（猿田彦麿）
- DARKER THAN BLACK -黒の契約者-（マフィアのボス）
- レ・ミゼラブル 少女コゼット（ジルノルマン）

2008年
- 喰霊 -零-（土宮雅楽）

2009年
- クッキンアイドル アイ!マイ!まいん!（海山田亀次郎）
- ミチコとハッチン（老人）

2010年
- SDガンダム三国伝 Brave Battle Warriors（2010年 - 2011年、盧植ジムキャノン、董卓ザク）

2012年
- エウレカセブンAO（ニイガキ・テルヒコ）
- おじゃる丸 スペシャル 銀河がマロを呼んでいる〜ふたりのねがい星〜（ハットリ）

2014年
- 団地ともお（2014年 - 2015年、玉川正一）
- テラフォーマーズ「アネックス1号編」（2014年 - 2016年、リュウ・イーウ〈劉翊武〉） - 2シリーズ

2016年
- こちら葛飾区亀有公園前派出所 THE FINAL 両津勘吉 最後の日（爆竜大佐）

2017年
- リトルウィッチアカデミア（ルイス、ブラックウェル）
- デジモンユニバース アプリモンスターズ（ポチ）
- キラキラ☆プリキュアアラモード（立神雷桜）

2020年
- メジャーセカンド（国友監督）

2024年
- ザ・ファブル（ボス）

2025年
- サラリーマンが異世界に行ったら四天王になった話（オグレ）

### 劇場アニメ
1998年
- ビーストウォーズII ライオコンボイ、危機一髪!（ガルバトロン）

1999年
- こちら葛飾区亀有公園前派出所 THE MOVIE（爆竜鬼虎大佐）

2009年
- 交響詩篇エウレカセブン ポケットが虹でいっぱい（ユルゲンス）

2010年
- 超電影版SDガンダム三国伝 〜Brave Battle Warriors〜（董卓ザク）

2011年
- アップルシード XIII

2012年
- ドラゴンエイジ -ブラッドメイジの聖戦-（バイロン）

### OVA
1995年
- 赤ずきんチャチャ（1995年 - 1996年、シンちゃん、オッスくん）
- 沈黙の艦隊（リチャード・ボイス）
- 妖精姫レーン（万蔵）

2002年
- 戦闘妖精雪風（リンネベルグ）

2004年
- アニメ古典文学館「平家物語」（平清盛、弁慶）
- まかせてイルか!（花園）

2006年
- 姫騎士リリア（2006年 - 2010年、魔族の使者サンド）

2011年
- スイートプリキュア♪ ミュージカルショー〜ドッキドキ!絵本の世界は楽しいニャ!（鬼）

### Webアニメ
- 幕末機関説 いろはにほへと（2006年、中居屋重兵衛）
- いくぜっ! 源さん（2008年、黒木氷介、ドンゴロス）
- 火の鳥 "道後温泉編"（2020年、猿田彦）
- サイバーパンク エッジランナーズ（2022年、タナカ）

### ゲーム
1996年
- 赤ずきんチャチャ 〜お騒がせ!パニックレース〜（大魔王）
- るろうに剣心 -明治剣客浪漫譚- 〜維新激闘編〜（ひょっとこ）

2000年
- ブリガンダイン グランドエディション（エスクラドス）

2005年
- 攻殻機動隊 STAND ALONE COMPLEX -狩人の領域-（比留間）
- 義経英雄伝修羅（根井行親）

2006年
- アイシールド21 MAX DEVILPOWER!（庄司軍平）
- バテン・カイトスII 始まりの翼と神々の嗣子（ギロ〈男性〉）
- るろうに剣心 -明治剣客浪漫譚- 炎上! 京都輪廻（尖角）

2007年
- Another Century's Episode 3 THE FINAL（ユルゲンス）

2008年
- いくぜっ! 源さん 〜夕焼け大工物語〜（黒木氷介）
- スーパーロボット大戦Z（ユルゲンス艦長）

2010年
- こちら葛飾区亀有公園前派出所 勝てば天国!負ければ地獄! 両津流 一攫千金大作戦!（爆竜鬼虎）

2014年
- モンスターハンター4
- モンスターハンター4G

2015年
- テラフォーマーズ 紅き惑星の激闘（リュウ・イーウ）

2016年
- 逆転オセロニア（墜竜・ダウンフォール、ルミスゲイオス）

2019年
- クロス×ロゴス（ソフィスト）

2024年
- ペルソナ3 リロード（青ひげ店主）
- Wizardry Variants Daphne

### ドラマCD
- 赤ずきんチャチャ 聖・まじかるレビュー Vol.1（大魔王）
- E'S（医師）
- 金田一少年の事件簿 悪魔組曲殺人事件（椿陽造）
- 玉川部長物語〜恋は異なものかつ丼なもの〜（鹿児島生まれの利根川社長）※友情出演
- 特捜戦隊デカレンジャー&ふたりはプリキュア 冬休みおたのしみスペシャルCD（アリエナイザケンナー）
  - 魔法戦隊マジレンジャー&ふたりはプリキュア Max Heart お正月お楽しみハッピーCD（冥獣人ザケンナー / 走り屋のバリゾク）
- ぼくたちと駐在さんの700日戦争（グレート父さん）

### 吹き替え

#### 映画
- サハラ戦車隊（ジョー・ガン軍曹〈ハンフリー・ボガート〉）※PDDVD版
- シャザム!
- ゾラの生涯 ※PDDVD版
- セキュリティ（チャーリー〈ベン・キングズレー〉）※DVD版
- 地上最大のショウ（クラウス〈ライル・ベトガー〉）※PDDVD版
- デザート・オブ・ファイアー ※ビデオ・DVD版
- 涙に乾杯
- LUCK ラック（ビル〈ランディ・ヒューソン〉）
- 我が道を往く ※PDDVD版
- ミッション・ワイルド（ジョージ・ブリッグス〈トミー・リー・ジョーンズ〉）

#### ドラマ
- ザ・プラクティス ボストン弁護士ファイル
- 私立探偵マグナム
- ドクター・デス 死を呼ぶ医者（ロバート・ヘンダーソン〈アレック・ボールドウィン〉）
- パワーレンジャー・S.P.D.（グラム皇帝〈レネ・ナウファフ〉）
- メントーズ 世界の偉人たちからのメッセージ #11

#### アニメ
- 森の妖精ノーム（スイフト）
- レゴ シティ アドベンチャーズ（2023年、ドン・デ・ダンダン）

### パチスロ
- スゴスロ NET（ドミーレ）
- パチスロ逆転裁判（狩魔豪）

### CD
- おじゃる丸 ミュージカルサウンドトラック（エンマ大王〈歌唱〉）

### CM
- 瀬戸の本塩（ラジオCMナレーション）
- ビーストウォーズII玩具CM（CMナレーション）

### その他
- 新宿 ゴール伝ガイ・パラダイス（2016年、ゲスト）